# Општина Албени (Горж)
Албени (рум. Albeni) општина је у Румунији у округу Горж.
Oпштина се налази на надморској висини од 256 m.